# اکداملار، کونیالتی
اکداملار، کونیالتی (به لاتین: Akdamlar, Konyaaltı) یک منطقهٔ مسکونی در ترکیه است که در استان آنتالیا واقع شده است.